# Club Atlético Florida (Plaza Clucellas)
El Club Atlético Florida es una entidad socio-deportiva de la localidad de Clucellas, Santa Fe, Argentina. En la misma se desarrollan las siguientes disciplinas practicadas por 500 asociados: fútbol (afiliado a la Liga Rafaelina de Fútbol), gimnasio con aparatos, gimnasia para damas, paddle y tenis (cuenta con 2 canchas de polvo de ladrillo). También tiene anexado un jardín maternal denominado «Bichitos Colorados» al que asisten importante cantidad de niños de la localidad. Posee un salón social donde se realizan las fiestas y eventos más importantes de la localidad.

## Historia
La institución fue fundada como asociación civil un 26 de febrero de 1924, obteniendo la personería jurídica el 27 de abril de 1945, otorgada por el Superior gobierno de la provincia de Santa fe bajo el decreto N.º 1112.

## Instalaciones
El club posee las siguientes instalaciones:

### Estadio de fútbol
En este estadio de fútbol los planteles de primera, reserva e inferiores hacen de local. El mismo cuenta con dos cabinas transmisoras, tribuna de madera, vestuarios para visitantes, árbitros y locales, cerco olímpico e iluminación artificial que permite desarrollar los encuentros en horarios nocturnos.

### Canchas de tenis
El club posee dos canchas de polvo de ladrillos, las mismas fueron donadas por un socio de la institución y permite la práctica de este deporte por parte de los socios y la realización de encuentros a lo largo de todo el año. Ambas canchas poseen iluminación artificial.

### Cancha de paddle
La institución posee una cancha de paddle en la cual los socios pueden practicar este deporte y participar de los diversos torneos a lo largo del año. Esta cancha posee iluminación artificial y es pintada cada un año aproximadamente posibilitando que este en condiciones todo el año.

### Gimnasio de aparatos
Desde hace unos años el Club Atlético Florida posee un gimnasio de aparatos el cual los socios pueden disfrutar. Además este gimnasio es utilizado por los planteles de primera y reserva de fútbol para entrenar.

### Cancha auxiliar
La entidad posee una cancha auxiliar donde los planteles de fútbol entrenan y se preparan para los encuentros. La misma cuenta con iluminación artificial y un cerco olímpico. Desde el año 2015 se practicara allí Hockey.

### Salón de eventos
El club tiene un salón de eventos donde se realizan fiestas particulares, comunales y escolares. El mismo cuenta con un escenario para la presentación de bandas y una gran capacidad de público.

## Uniforme
Colores rojo y blanco a bastones verticales 
|

## Deportes
El Club Atlético Florida posee una gran cantidad de deportes. Estos son:

### Fútbol
El Club Atlético Florida es reconocido en la zona por su participación en fútbol. «La Flora», como se lo conoce, está afiliada a la Liga Rafaelina de Fútbol (LRF) y actualmente juega en la Primera A. 
Florida posee numerosos títulos tanto en Primera como en sus divisiones inferiores. En el año 2013 «La Flora» consiguió el ascenso a la máxima categoría de la LRF tras conseguir los siguientes resultados:
-Ganador por penales tras un empate en 1-1 contra Independiente de Ataliva en la cancha de Peñarol de Rafaela. A partir de este triunfo consiguió el 50% del ascenso
INDEPENDIENTE 1 (2) FLORIDA 1 (4)
Cancha: Peñarol de Rafaela -local Independiente-.
Árbitro: Raúl Rodríguez.
Independiente: Emiliano Ramos; César Ramírez, Martín Ricarte, Gonzalo Hansen y Gerardo Scudaletti; Leonardo Miretti, Emanuel Olaeta, Jorge Salteño y Nazareno Belletti; Carlos Portianka y José Ramos. DT: Gustavo Giorgis.
Florida: José Ruppen; Mario Berardo, Leandro Gallo, Jonatán Húbeli y Guillermo Giacomino; Néstor Dobler, Maximiliano Pezzi, Luciano Junco y Damián González; Hernán Dobler y Ricardo Ruppen. DT: Diego Priolo.
Goles: Jorge Salteño -tiro libre- (I); Maximiliano Pezzi (F). Definición Tiros Penales: Independiente: Carlos Portianka y Emanuel Olaeta. El arquero José Ruppen de Florida contuvo los penales de Jorge Salteño y Gonzalo Hansen (I). Para Florida convirtieron: Hernán Dobler, Maximiliano Pezzi, Giuliano Saccone y Leandro Gallo.
Cambios: en Independiente: Sebastián Alberto x Martín Ricarte; Francisco Portela x Nazareno Belletti y Santiago Retamar x José Ramos.
En El equipo de Clucellas se quedó con el 50 por ciento del ascenso. Florida: Michael Córsico x Guillermo Giacomino; Cristian Ruppen x Néstor Dobler y Giuliano Saccone x Luciano Junco.
Incidencia: expulsado arquero Emiliano Ramos en Ataliva.
-El día 16-11-13 el Club Atlético Florida le ganó el partido de ida a Independiente 3-0 en condición de local

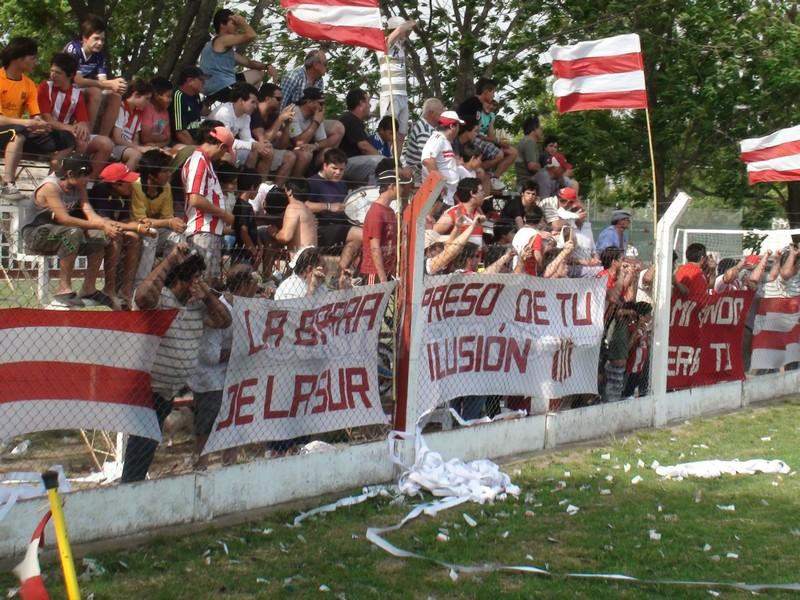
Hinchada de Florida en el partido que ganó 3-0 frente Independiente.

-El día 21-11-13 el Club Atlético Florida consiguió el ascenso tras perder 2-1 en Ataliva pero el resultado final fue 4-2 tras ganar el partido de ida
Independiente 2 – Florida 1
Cancha: Independiente de Ataliva.
Árbitro: Roberto Franco
Asistentes: S. Corvalan y N. Galeano.
Independiente de Ataliva: Emiliano Ramos; Sebastián Alberto, César Ramírez, Gonzalo Monserrat y Emanuel Olaeta (78’ Javier Barzi); Leonardo Miretti (c), Gonzalo Hansen, Enzo Correa (85’ Martín Barra) y Nazareno Belletti; Sebastián Ramos y Santiago Retamar (61’ Carlos Portianka). Suplentes: Alan Kloster y Esteban Barra. DT: Gustavo Giorgis.
Florida de Clucellas: José Ruppen; Mario Berardo, Leandro Gallo, Yonatan Húbeli y Guillermo Giaccomino (8’ Gonzalo Chiavassa); Marcelo Latorre, Maximiliano Pezzi, Damián González (c) y Diego Piedrabuena; Luciano Junco (71’ Diego Mariotta) y Hernán Dobler (85’ Giuliano Saccone). Suplentes: Orlando Peludero y Néstor Dobler. DT: Diego Priolo.
Goles en el segundo tiempo: 7m Enzo Correa (IA), 22m Hernán Dobler, de penal (FC), 26m Gonzalo Hansen (IA).
De esta manera después de más de muchos años consiguió el ascenso al Grupo A

#### Inferiores

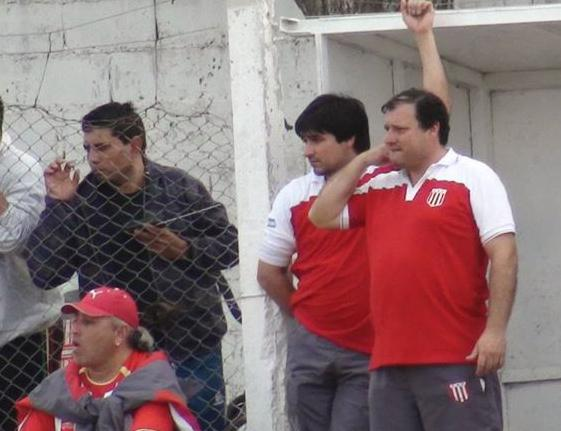
Diego Priolo: el DT con más títulos en inferiores.

El Club Atlético Florida siempre se destacó en Inferiores debido a la gran cantidad de títulos conseguidos y por ser sus jugadores los máximos goleadores de sus respectivas categorías. En el año 2014, luego de varios años a cargo de las inferiores, el DT Diego Priolo decide dejar de dirigir a las inferiores siendo el DT con más títulos conseguidos en inferiores (50).

#### Campeones 1973 Zona Sur
Integraron el equipo: Telmo Madero, Jorge Sanmartino, Domingo Córdico, Juan C. Saccone, Juan C. Galli, Miguel A. Junco, Amadeo Palacios, José Marchissone, Santiago Mac Phearson, Atilio Castellanos, Ángel Fernández, Juan C. Trossero, Rubén Díaz, Francisco Orellano, Juan Oddi, Amilcar Buffa, Miguel Ferreyra, Omar Espíndola, Rogelio Sterpone, Alberto Giovanetti y Daniel Zurbriggen. DT: Roque Gozzi.
Goleador del equipo, Rubén Díaz con 12 goles.

#### Campeones y ascenso a primera 2015
Florida de Clucellas goleó 4 a 0 a Independiente de San Cristóbal y de esta manera se consagró Campeón “Absoluto BHY” de Primera “B” consiguiendo el Ascenso a Primera “A”. Lo “Flora” no dejó dudas de su victoria, la cual fue clara y contundente. Hernán Dobler abrió el marcador a los 33′ por intermedio de un penal, y antes que se vayan al descanso Alan Borda Bossana puso las cosas 2-0 pareciendo liquidar la historia. En la 2ª mitad, Independiente intentó pero nunca pudo doblegar a un Florida que liquidó la serie de la mano de Dobler que marcó dos goles más a los 12′ y 44′.
Los de Clucellas demostraron a lo largo del año que fueron el mejor equipo de la temporada. Ganando la Sur en su momento, después el “Clausura BHY” y llegando de la mejor manera a la Final por el Ascenso. Independiente pagó caro su irregular andar en la segunda mitad del año, pero de todos modos también mostró ser un gran equipo que hizo méritos para llegar a la gran Final. Excelente comportamiento de los jugadores y del público, los cuales al finalizar el partido se saludaron y aplaudieron como corresponde. Tuvo que pasar una temporada para que Florida vuelva a Primera “A”.
Después de aquel descenso en el 2014, los dirigentes, jugadores y cuerpo técnico, se pusieron como meta volver a la máxima categoría, logro que consiguieron en la tarde de hoy y que seguramente quedará grabada en la historia de la institución. Florida vuelve a Primera “A”, vuelve a jugar con los grandes, y parece que volvió para quedarse en esa categoría en la que Dobler también fue goleador.

### Tenis
Desde hace pocos años, tras la construcción de las canchas, se comenzó a practicar este deporte. Allí niños, niñas, adolescentes, hombres y mujeres practican este deporte y participan de los diversos torneos que organiza tanto Florida como otros.

### Patín artístico y danza jazz
Desde hace ya muchos años se practica en el club patín artístico y danza jazz. Allí participan niñas de 2 a 40 años y participan de diversos torneos que organizan los clubes de la zona. En patín artístico se destaca Diego Picco quien es campeón provincial de patín artístico y es quien entrena a las niñas en patín

### Hockey
Tras una iniciativa de los socios a partir del 2015 el club tendrá Hockey Femenino Sobre Césped.

### Paddle
Esta disciplina se desarrolla preferentemente en la temporada estival, donde la subcomisión realiza torneos entre socios y jugadores de otras localidades, además de mantener la cancha en buen estado todos los años.

## Jardín maternal
El club tiene anexado un Jardín Maternal denominado «Bichitos Colorados» al que asisten importante cantidad de niños de la localidad.

## Copa Santa Fe
Tras una llave pareja en los números, el equipo de Florida fue más eficaz que Peñarol en los penales, y de esta forma se convirtió en el Segundo Clasificado a la Copa Santa Fe edición 2017. En el partido de vuelta, jugado en Clucellas, primero se pusieron al frente los visitantes, tras un gol de penal convertido por Leonardo Ochoa, pero faltando muy poco para el final del partido, el eterno goleador de “la Flora”, Hernán Dobler, le dio el empate a los de Clucellas, lo que obligó la definición a través de tiros desde el punto del penal. El resultado final fue de 6 a 5 a favor de Florida, lo que lo clasifica a una instancia provincial histórica para el club del interior de nuestro Departamento.

### Primera fase
En la tarde del domingo 14 de mayo de 2017, en barrio Los Nogales, se disputó el partido de vuelta de la Primera Fase de la Copa Santa Fe entre Ferrocarril del Estado y Florida de Clucellas, que en el partido inicial igualaron 2 a 2. El espectáculo fue ante un aceptable marco de público que acompañó y vivió todas las alternativas de un partido con todos los condimentos.
Como ocurriera en la ida, el que tomó la iniciativa fue Ferro, quien tuvo las primeras llegadas claras. A los 5' Sebastián Tosetto conectó de cabeza, pero Jorge Galizzi logró contener. El local tenía tenencia de pelota y desbordaba por los costados, llegando de esa manera la más clara cuando Pablo Pavetti lanzó por izquierda, la defensa visitante despejó a medias y el volante Flavio Barolo sacó un potente remate que dio en el travesaño. El rebote le quedó en mala posición y no pudo enviar al fondo de la red.
Un minuto más tarde, en otra embestida por el costado izquierdo, un remate al arco de José María Abt terminó metiéndose en el ángulo izquierdo, sorprendiendo a Galizzi y desatando la algarabía en los locales. Sin dudas, un golazo.
El transitar del medio campo era todo a favor de los dirigidos por Medrán, ante un apático accionar de la visita que no podía inquietar a la defensa rafaelina. Solamente a los 34' una llegada con remate de larga distancia de Lucas Lorenzatti aparecería como una chance para la visita antes de irse a los vestuarios con la ventaja inicial para el local.
En la parte complementaria, los dirigidos por Diego Priolo salieron decididos a cambiar la imagen del primer tiempo, y con un mix de jugadores de experiencia y jóvenes salió a dar pelea de igual a igual.
A los 10' la primera polémica. Desborde por izquierda de Pavetti, quien envía el centro e ingresando por detrás Fernando Romero coloca el segundo grito de gol, pero el banderín arriba del asistente Ángelo Trucco hizo que el banco ferrocarrilero proteste la acción.
La Flora arriesgó con el ingreso del delantero Giuliano Saccone por el defensor Javier Lezcano, y a los 23' tendría su rédito. Una peligrosa salida del arquero Wasinger termina con una falta sobre Saccone, marcando Roberto Franco la pena máxima. Ejecutó el interminable Hernán Dobler para establecer el 1 a 1. Siguieron más protestas de parte del local y Roberto Medrán se fue a los vestuarios. A esta altura, cada infracción se miraba bien de cerca y la pierna fuerte se hacía presente por todo lo que estaba en juego.
Sobre los 28' una infracción de Abt, que estaba amonestado, sobre Nicolás Franco terminó con su expulsión, por lo que Ferro encaró la parte final con un hombre de menos. Llegarían las variantes en cada elenco, pero la fricción y los pelotazos abundarían para los hombres en ofensiva. No pasó nada más y el pase se definió en los penales.
El más efectivo fue Florida, que ganó la tanda 3 a 1 y pasó a la próxima instancia, donde lo espera Libertad de Villa Trinidad.

### Segunda fase

#### Previa
El sorprendente Florida de Plaza Clucellas, que viene de dejar en el camino en las fases anteriores a dos equipos fuertes de nuestra ciudad a través de los penales, como lo son Peñarol y Ferro, buscará este domingo dar otro paso hacia una nueva instancia de la Copa Santa Fe 2017, cuando visite, a partir de las 15, a Libertad de Villa Trinidad, representante de la Liga Departamental San Martín. El árbitro del encuentro será Rubén Celayes, de la mencionada liga. Este será el partido de ida de la segunda fase, ya que la revancha está anunciada para el próximo sábado 4 de junio en Clucellas.
Los dirigidos por Diego Priolo tratarán de traerse un resultado positivo para afrontar el partido de vuelta con más tranquilidad, ya que en la tercera fase se enfrentará a Ben Hur -equipo del Federal B-, habiendo en juego un premio de 35.000 para el ganador.
El probable equipo de la “Flora” sería con Jorge Galizzi; Mauro  
Montenegro, Jorge Domínguez, Valentín Lorenzatti y Javier Lezcano; Jorge Salteño, Emiliano Lorenzatti, Maximiliano Pezzi y Pablo Andretich; Hernán Dobler y Lucas Lorenzatti.

#### Ida
Florida de Clucellas sigue haciendo historia en la Copa Santa Fe 2017. Ayer, el elenco de Diego Priolo superó en el partido de ida de la segunda fase a Libertad de Villa Trinidad, representante de la Liga Departamental San Martín, por 1 a 0 como visitante con gol de Diego Piedrabuena, a los 30’ del segundo tiempo, y dio un paso clave hacia la próxima instancia.
La revancha será el próximo fin de semana en Clucellas, donde los locales pasarán a la tarcera fase con un empate. Cabe señalar que el ganador de este encuentro se medirá frente a Ben Hur, representante del Federal B, en la siguiente instancia. En las fases anteriores, Florida había eliminado en sendas definiciones por penales a Peñarol y a Ferro de nuestra ciudad.

#### Previa
El pueblo de Clucellas sigue viviendo un momento mágico gracias a Florida, que en su primera participación en la Copa Santa Fe se ilusiona en lograr la clasificación a la tercera instancia, donde ya enfrentará a un rival de otra categoría. Mañana, a partir de las 15.15, se disputará el partido de vuelta de la segunda fase, donde el rojiblanco recibirá a Libertad de Villa Trinidad, el representante de la Liga Ceresina.
En el encuentro de ida la victoria fue para la Flora por 1 a 0 con gol de Diego Piedrabuena, por lo que un empate le dará al equipo de Diego Priolo la clasificación a la tercera fase. El encuentro será televisado por el canal Provincial 5RTV. Para este cotejo el árbitro será Enzo Silvestre, secundado por Diego Masiello y Juan Bonín, todos de la Liga Santaesina, mientras que el cuarto será Gonzalo Hidalgo, de Liga Rafaelina.
Diego Priolo presentaría desde el minuto inicial a Jorge Galizzi; Néstor Moreno, Jorge Domínguez, Valentín Lorenzatti y Javier Lezcano; Emiliano Lorenzatti, Maximiliano Pezzi, Damián González y Pablo Andretich; Hernán Dobler y Lucas Lorenzatti.

#### Vuelta
El 4 de junio de 2017, no fue un día más para el pueblo de Clucellas, y su gente lo está viviendo de esa manera. El Club Atlético Florida fue epicentro de varios acontecimientos históricos que quedarán guardados en los recuerdos que permite el tener esta participación en la segunda Edición de la Copa Santa Fe.
Los dirigidos por Diego Priolo lograron avanzar a la Tercera Fase luego de eliminar a Libertad de Villa Trinidad, el representante de la Liga Ceresina. La Flora había ganado en la ida por 1 a 0 en el norte de la Provincia, mientras que ayer empató en condición de local para terminar ganando el global por 3 a 1. La apertura del marcador fue para el local, mediante un cabezazo del volante Emiliano Lorenzatti, mientras que en el complemento igualó Julio Sampietro para la visita. Dirigió Enzo Silvestre (Liga Santafesina de Fútbol), quien expulsó a Jonatan Ojeda y Pablo Arce, ambos de Libertad.
Ahora, Florida se prepara para afrontar el primer cruce con equipos que están a otro nivel de competencia, viéndose las caras con Sportivo Ben Hur, participante del Torneo Federal «B» y actual líder del Apertura de Primera «A» de Liga Rafaelina. Este cruce iría el 24 de junio y 1 de julio.
Florida 1 - Libertad 1
Cancha: Florida.
Árbitro: Enzo Silvestre (Liga Santafesina).
Florida: Jorge Galizzi; Néstor Moreno, Jorge Domínguez, Valentín Lorenzatti y Javier Lezcano; Pablo Andretich, Emiliano Lorenzatti, Maximiliano Pezzi (Diego Piedrabuena) y Damián González (Fernando Marchisone), Hernán Dobler y Lucas Lorenzatti (Jorge Salteño). DT: Diego Priolo. Suplentes: José Ruppen, Mauro Montenegro, Alan Borda Bossana y Giuliano Saccone.
Libertad: Brian Oro; Maico Manel, Federico Raspo (Agustín Rodríguez), Franco Hernández (Esteban Capellini) y Jonatán Ojeda; Sergio Acosta, Walter Vignolo, Ulises Clausen (Juan Olivero) y Pablo Arce; Alberto Lazo y Julián Sampietro. DT: Rubén Maurici. Suplentes: Cristian Jaime, Facundo De Perros, Mario Rossa y Leandro Bellino.
Goles: 38’ Emiliano Lorenzatti (F) y 87’ Julio Sampietro (L).
Expulsados: Jonatán Ojeda (L) y Pablo Arce (L).

### Tercera fase

#### Ida
Florida ganó el primer chico y viene con ventaja a Rafaela.
En el marco del partido de ida de la Tercera Fase del certamen provincial, con gol de Pablo Andretich a 5 minutos del primer tiempo, la Flora derrotó a Ben Hur por la mínima y con esa diferencia llegará a revancha que hoy podría anunciarse para el 2 de julio. A los 4 minutos se había ido expulsado Nahuel Buenanueva en el Lobo.
Este domingo, en el marco del partido de ida de la Tercera Fase de la Copa Santa Fe Edición 2017, Florida recibió en su estadio a Ben Hur de Rafaela. Estos primeros noventa minutos finalizaron 1 a 0 con la victoria para el local por el tanto de Pablo Andretich a los 5´ de la primera mitad. Nahuel Buenanueva se fue expulsado en el Lobo en la jugada previa que derivó en el gol de Florida.
La revancha se disputaría el próximo domingo 2 de julio en el estadio Parque de nuestra ciudad por pedido expreso de la Policía aunque ello debería confirmarse por estas horas, recordando que el vencedor de esta llave enfrentará a Atlético de Rafaela.
El primer tiempo
El partido no pudo empezar mejor para el dueño de casa. Cuando parecía que el viento iba a ser determinante en el tránsito del juego, y antes de que los equipos evidencien sus estrategias, cuando apenas se jugaban 4 minutos, Mauro Cardozo informó a Roberto Franco sobre un certero codazo del debutando Nahuel Buenanueva para que árbitro sin miramientos expulsara al mendocino tras el golpe que le propinó a Alan Borda Bossana.
Ante el estupor de la BH, la Flora no desperdició un instante. Movió del medio de la cancha González para Lucas Lorenzatti quien quebró dos veces su cintura para mentir ante la marca de Kummer que nunca lo supo tomar. Lucas habilitó a Borda Bossana quien encontró en un preciso centro hacia atrás a Pablo Andretich para que sentenciara a un estático Marcos Cordero poniendo el 1 a 0 sobre 5 minutos de juego apenas.
Barraza reacomodó la defensa haciendo retroceder a Udrizard pero el manejo del partido ya pertenecía al local. No obstante esa tendencia se iría revirtiendo con el correr del partido ya que Ben Hur disponía de la pelota y por ende de la tenencia, más no de las acciones de peligro. A Florida, por su parte, el arco de Cordero le quedaba a una legua de distancia y solo apostaba a alguna contra aislada que zafarse del asedio rival.
Promediando la etapa la emotividad de a lucha se fue enfriando como la tarde, y además del viento, el estado del campo también fue protagonista. Los de Priolo hacían su negocio aunque al filo del abismo por la jerarquía individual de algunos jugadores del Lobo que no aparecían como Matías González, Emir Izaguirre o el propio Rodríguez.
De ese modo se consumió el primer tiempo, con un Ben Hur intentando pero no pudiendo ante un Florida que se acomodó bien en defensa y volcó su estrategia en los pies de Lucas Lorenzatti.
El segundo tiempo
El complemento mostró en su inicio las necesidades de Ben Hur. Matías González ganó la cuerda por derecha y su centro casi encuentra a Rodríguez que por poco no llegó al empate mientras Florida se acomodaba en el campo.
El Lobo se adelantaba en el terreno dejando espacios tentadores en su retaguardia; por eso transpiró más de la cuenta en alguna que otra oportunidad que los pelotazos de Moreno o Lezcano tomaron mal parada a la última línea rafaelina.
La más clara de la BH llegó cerca de los 15´ cuando a Galizzi se le escurrió la pelota de entre las manos y Sergio Rodríguez definió con el arco desguarnecido pero la falta de ángulo jugó para el local.
Los minutos se iban consumiendo y el peligro no aparecía sobre el área de Galizzi. Incluso Cordero tuvo más actividad algo apaciguada por los constantes off sides en los que caían los delanteros clucellenses.
Barraza mandó a cancha a Contrera por Izaguirre mientras que Priolo apostó por Salteño en lugar de González lo que le dio mejor control.
Los instantes finales fueron cargados de emotividad. Florida dispuso no menos de 6 o 7 contras pero nunca superó el meridiano del centro a pesar de lo jugado que estaba Ben Hur. El Lobo por momentos resistía y por otros era pura voluntad.
El silbatazo final de Roberto Franco provocó la alegría del pueblo clucellense que acompañó al equipo en la fría tarde dominical. Ahora vendrá a Rafaela con el objetivo de resguardar la ventaja sabiendo que la próxima fija puede ser nada menos que Atlético de Rafaela.

#### Previa vuelta
Este sábado no será un día más en la historia futbolística de Florida de Clucellas. Incluso puede llegar a ser uno de los más importantes. O al menos hasta aquí lo es. Desde las 15hs estará visitando a Ben Hur en el estadio Parque buscando, además de mantener la diferencia mínima pero diferencia al fin, que consiguió en los primeros noventa minutos jugados en su estadio hace 15 días por aquel tanto de Pablo Andretich. La Tercera Fase de la Copa Santa Fe es la puerta de ingreso, tanto para uno como para otro, de enfrentar en una competencia oficial a un equipo profesional como Atlético de Rafaela y si las circunstancias acompañan, emular lo hecho por Unión de Sunchales hace un año.
Pero en la previa a este duelo, mientras los de Priolo que alistaban para la gesta, la BH se alzó con el título liguista, lo que lo deja como claro favorito con el aliciente de jugar ante su gente. Pensando en el once titular, Gustavo Barraza ya cuenta con la habilitación de todos los jugadores que llegaron como refuerzo, aunque la preocupación pasa por definir al reemplazante de Emir Izaguirre siendo uno de los goleadores del plantel debido a una molestia en la rodilla que lo aqueja hace rato. La baja obligada de Nahuel Buenanueva por expulsión en su debut y la salida de Alejandro Carrizo por lesión, obliga a modificar el equipo por lo que Maxi Pavetti marcará punta zurda, Julio Montero en su estreno con la camiseta de la BH jugará en el medio mientras que Juan Weissen le gana, por ahora, la pulseada a Izaguirre. El resto serán los mismos que jugaron la ida; es decir: Marcos Cordero; Gustavo Mathier, Nicolás Besaccia, Luciano Kummer y Maximiliano Pavetti; Nicolás Pautasso, Julio Montero, Ignacio Forni y Gustavo Udrizard; Matías González y Juan José Weissen o Emir Izaguirre.
Diego Priolo, en tanto, introducirá el regreso de Emiliano Lorenzatti en el mediocampo por Alan Borda Bossana como única variante y apostará a un esquema con un solo delantero, Hernán Dobler, para tratar de doblegar la férrea defensa local. Apoyado por toda una comunidad entonces, Florida irá con: Jorge Gallizi; Néstor Moreno, Mauro Montenegro, Valentín Lorenzatti y Javier Lezcano; Damián González y Emiliano Lorenzatti; Maximiliano Pezzi, Pablo Andretich y Lucas Lorenzatti; Hernán Dobler.

#### Vuelta
Florida hace historia, eliminó a Ben Hur y enfrentará a Atlético
En una jornada que quedará grabada en la retina de todo el pueblo para siempre, este sábado en el estadio Parque, el conjunto de Diego Priolo dio el batacazo y sacó del camino a la BH en su propia casa a pesar de que el trámite se encaminaba a los penales luego del tanto de Juan José Weissen que empataban la serie. Pablo Andretich, otra vez, a los 44´ del segundo tiempo marcó un tremendo golazo que encendió la ilusión de todo el mundo rojiblanco. Ahora se vendrá Atlético.
Este sábado, en el marco del partido de vuelta de la Tercera Fase de la Copa Santa Fe Edición 2017, será un día que, salvo que lo pase de acá a poco menos de un menos, será muy difícil de borrar de las retinas de todos los habitantes de Clucellas ya que Florida, el humilde equipo de Diego Priolo con todas sus limitaciones a cuestas pero con una valija cargada de ilusiones, eliminó a domicilio a Ben Hur tras vencerlo en el global por 2 a 1, rescatando que este duelo de vuelta finalizó empatado en 1 luego de que Juan Weissen pusiera en ventaja al Lobo en la primera mitad y Pablo Andretich, el héroe de los 180 minutos, enmudeciera a todo el estadio Parque a pocos instantes del final de la serie cuando todo se encaminaba a los penales generando el delirio de la parcialidad clusellense.
Este tanto histórico decretó la clasificación a la siguiente instancia de Florida que ahora enfrentará, nada más ni nada menos, que a Atlético de Rafaela en un duelo único a jugarse en el estadio Monumental, en principio, el 23 de julio aunque esa fecha hoy aparece tentativa siendo que los clubes profesionales estarán retomando sus pretemporadas apenas una semana antes.
El primer tiempo
El partido comenzó con mucha cautela. Con un Ben Hur intentando mostrar su protagonismo lógico desde el vamos ante un Florida que buscó contragolpear con las rápidas salidas de Emiliano Lorenzatti rompiendo desde el medio campo para Dobler. Recién a los 5 minutos llegó la primera clara de gol para el local. A la salida de un córner por derecha Matías González no alcanzó a cabecear cómodo y la pelota se fue apenas desviada. Dos minutos más tarde, Gustavo Mathier evidenciado esas intenciones que repetiría a lo largo de la tarde, ganó la cuerda por derecha y cuando se metió en el área no pudo descargar cómodo y a tiempo para González que ya se relamía con la apertura del marcador justo en el momento en que Montenegro cerraba el circuito.
Sin embargo los corazones benhurenses se paralizaron cuando Montero se confió en la salida ante Dobler quien llegó a pellizcarla habilitando a Lucas Lorenzatti que sin ángulo dejó desparramado a Cordero; cuando el ex Ben Hur quiso definir sobre la presión de Kummer ya el arquero había logrado enmendar el error de su compañero.
Florida volvió a amagar cuando Pezzi envió un pase a contrapelo de la defensa de la BH que salía para el mayor de los Lorenzatti que por centímetros no llegó sobre el achique de Cordero. Y otra vez, después a los 20´, Pablo Andretich pisó el área por izquierda sacando un tremendo remate buscando algún desvío alto que logró despejar nuevamente el 1 del Lobo. Exigencia de Cordero que volvió a llegar a los 25´ cuando el propio Andretich sacó otro tremendo zurdazo que dio en la base del poste derecho de Marcos.
Pero el fútbol tiene esas cosas muchas veces inexplicables. Cuando La Flora mejor estaba y ganaba en confianza, ese exceso se adueñó de los pies de Javier Lezcano quien en un cierre aislado se demoró y fue devorado por el flaco Mathier que sólo tuvo que tocar suave adentro para que Juan José Weissen estampe el 1 a 0 en la tarde empatando la serie. Al minuto nomás pudo haber estirado la diferencia el Lobo si Nico Besaccia no hubiese tomado la pelota tan abajo luego del pase de Montero tras jugar rápido en una acción detenida. Florida tuvo la paridad por partida doble en los pies de los hermanos Lorenzatti pero en ambas ocasiones Cordero otra vez agigantó si figura evitando la caída de su vaya.
Los últimos minutos se consumieron entre la tenencia del balón por parte de la visita y la intención de sacarse el agobio de encima de parte del local, yéndose al vestuario tras el pitazo de Gorlino con la sensación de que el equipo de Priolo merecía mejor suerte.
El segundo tiempo
Para el complemento, de arranque al menos, no hubo cambios en cuanto a nombres. La primera de riesgo llegó a los 2´ luego de que Dobler de espalda jugara de memoria para Lucas Lorenzatti quien de primera remató apenas más ancho que el arco; Ben Hur respondió con Mathier, otra vez, por derecha con un centro rasante intentando hallar a Weissen que no llegó a conectar. En la inmediata Udrizard ganó la cuerda por su sector y ya sin ángulo se ahogó en el intento.
Muy poco para rescatar de esa etapa de ambos lados. Los de Barraza no generaban volumen de juego y Matías González era bien controlado por la joven defensa clusellense. Pero los últimos instantes fueron de una carga emotiva difícil de sostener para algunos corazones. Cuando el partido se extinguía, a los 44´ del complemento, y la definición de la serie se encaminada a los penales, Lucas Lorenzatti, tal vez el jugador más lúcido en los 180 minutos, habilitó por izquierda a Pablo Andretich que tuvo tiempo de retener el balón, levantar la cabeza, apuntar al arco y sacar un zurdazo que le generó a la pelota tal efecto que se elevó por encima de Cordero colándose en el ángulo zurdo del buen arquero de la BH que nada pudo hacer ante semejante golazo. El baldazo de agua fría fue tan brutal sobre el mundo Ben Hur que el silencio pareció más fuerte que el grito de gol de la hinchada de Florida. Hernán Dobler pudo haber estirado la ventaja, pero su definición de mano a mano quedó en los guantes de Cordero.
El tiempo anexado pareció interminable. Ben Hur acumuló gente en ofensiva pero nunca tuvo una idea clara de cómo dañar al rival y por eso, ante un equipo que supo aprovechar sus momentos, se quedó sin nada. Hoy la historia le sonríe a Florida, y quedará en sus jugadores la chance de seguir escribiendo páginas gloriosas cuando a fin de mes visite el Nuevo Monumental.

#### La gente
El hincha de Florida de Clucellas este sábado vivió momentos de una alegría comparable solo con aquella, en el ámbito deportivo, para quienes obtienen un título. Es que cuando te arrimas a un partido, o una serie como esta, donde uno trae sus desventajas a cuestas y pone se obre la mesa los pocos argumentos que tiene para hacerle frente a otro rival, en este caso que también pelea por cosas importantes una categoría más arriba, y las cosas resultan bien, es como estar viviendo un sueño.
El premio para propios y extraños ya era suficiente con llegar a esta instancia donde fueron escalando peldaños tras haber eliminado a competidores de nuestra misma Liga Rafaelina que en los papeles aparecían como superiores; esto sumado a las bajas que a último momento se suscitaron, enaltecen la gesta alcanzada.
Es por eso que un gran porcentaje de habitantes del pueblo no quiso perderse la fiesta. Y es por eso entonces que el sábado dijeron presente en el estadio Parque. Y también fue por eso que los festejos se extendieron hasta altas horas de la noche invadiendo, según cuenta, algunas de las arterias principales de la vecina localidad en clara muestra de apoyo y satisfacción por el deber cumplido.
Lamentablemente, la nota se empaña con el dato negativo de la jornada ya que un simpatizante visitante, en la tribuna de Florida, recibió un proyectil en la cabeza que le produjo un severo corte en su cabeza, por lo que debió ser atendido por personal médico dentro del propio estadio, incluso una vez concluido el partido y plena retirada de los hincha rojiblancos.

### Resultados
| LOCAL                     |       |       | VISITANTE                 | ESTADIO          | FASE                | GOLES | TV |
| ------------------------- | ----- | ----- | ------------------------- | ---------------- | ------------------- | --- | -- |
| FLORIDA                   | 2     | 2     | FERRO (RAFAELA)           | FLORIDA          | 1.º (IDA)           | 30 PT Lucas Lorenzatti (Fl), 7 ST Jose Abt (Fe), 8 ST Fernando Romero (Fe) y 18 ST Lucas Lorenzatti (Fl) |    |
| FERRO (RAFAELA)           | 1     | 1     | FLORIDA                   | FERRO            | 1.º (VUELTA)        | Jose Maria Abt -Ferro- y Hernan Dobler -tiro penal- para Florida                                         |    |
| FLORIDA                   | (3) 3 | 3 (1) | FERRO                     |                  | 1.º (FINAL)         | |    |
| LIBERTAD (VILLA TRINIDAD) | 0     | 1     | FLORIDA                   | LIBERTAD         | 2.º (IDA)           | 30 ST Diego Piedrabuena (Florida)                                                                        |    |
| FLORIDA                   | 1     | 1     | LIBERTAD (VILLA TRINIDAD) | FLORIDA          | 2.º (VUELTA)        | 38’ Emiliano Lorenzatti (F) y 87’ Julio Sampietro (L).                                                   | SI |
| FLORIDA                   | 2     | 1     | LIBERTAD (VILLA TRINIDAD) |                  | 2.º FINAL           | |    |
| FLORIDA                   | 1     | 0     | BEN HUR                   | FLORIDA          | 3.º (IDA)           | 5 PT Pablo Andretich (Florida)                                                                           |    |
| BEN HUR                   | 1     | 1     | FLORIDA                   | BEN HUR          | 3.º (VUELTA)        | 5 PT Juan Weissen (Ben Hur) y 44 ST Pablo Andretich (Florida)                                            |    |
| FLORIDA                   | 2     | 1     | BEN HUR                   |                  | 3.º (FINAL)         | |    |
| ATLÉTICO RAFAELA          | 3     | 1     | FLORIDA                   | NUEVO MONUMENTAL | 4.º (PARTIDO ÚNICO) | ST: 11’ Hernán Dobler -p- (F); 15’ Manuel Bustos (A); 28’ Enzo Gaggi (A) y 37' Lucas Quiroz (A).         |    |

## Florida y el papa
Luciano Perlo habitante del pueblo y gran hincha de Florida le entregó una remera de Florida al papa.
De la mano del papa
Emocionante historia de un hincha de Florida, que ayer miércoles estuvo en la Plaza San Pedro y le entregó al Papa Francisco I una camiseta de Florida de Clucellas, y además trae al pueblo una bendecida. ¿La bendición del campeonato?
Se trata de Luciano Perlo, apellido reconocido en la localidad de Clucellas y mucho más en Florida. Ayer por la mañana, y dada su visita en el Vaticano, Luciano Perlo se hizo presente a la Audiencia que todos los miércoles lleva a cabo el Papa argentino “Francisco I”, experiencia única y seguramente inolvidable.
Pero no todo quedó allí ya que en dicha ocasión tuvo la oportunidad de cambiar el Solideo con el Santo Padre, y además le entregó una camiseta del Club Florida de Clucellas, y también hizo bendecir otra que va a volver a Clucellas y será coloca en el museo de la institución como uno de los presentes más importantes con que contará dicho museo.
Sin dudas una historia por demás emocionante y gratificante, no sólo para Luciano Perlo, sino también para el club y la localidad que se encuentra conmocionada con el acontecimiento. Es una historia que refleja el amor y la pasión por el club del barrio o del pueblo que tan importante es para todos nosotros.
Hoy, Florida está en el primer lugar de la Zona Sur y es uno de los candidatos a ganar el título de la Sur y también pelear por el Ascenso al Grupo UNO. ¿Habrá recibido ayer la bendición del campeonato?
Nota: Liga Rafaelina